# My Marriage
My Marriage (bra Meu Casamento) é um filme norte-americano de 1936, dos gêneros policial e drama, dirigido por George Archainbaud e escrito por Frances Hyland. 
Estrelado por Claire Trevor, Kent Taylor, Pauline Frederick, Paul Kelly, Helen Wood e Thomas Beck, My Marriage foi lançado em 31 de janeiro de 1936 pela 20th Century Fox.

## Elenco
- Claire Trevor como Carol Barton
- Kent Taylor como John DeWitt Tyler III
- Pauline Frederick como senhora DeWitt Tyler II
- Paul Kelly como Barney Dolan
- Helen Wood como Elizabeth Tyler
- Thomas Beck como Roger Tyler
- Beryl Mercer como senhora Dolan
- Henry Kolker como major Vaile
- Colin Tapley como sir Philip Burleigh
- Noel Madison como Marty Harris
- Ralf Harolde como Jones
- Charles Richman como H.J. Barton
- Frank Dawson como Saunders
- Lynn Bari como Pat
- Barbara Blane como Doris
- Paul McVey como detetive